# بانیول د لورن نورمندی
بانیول د لورن نورمندی (به فرانسوی: Bagnoles de l'Orne Normandie) یک کمون (فرانسه) در فرانسه است که در بخش الانسون واقع شده‌است. بانیول د لورن نورمندی ۱۵٫۷۰ کیلومتر مربع مساحت دارد.